# Airdrie (Alberta)
Airdrie ist eine Stadt in Alberta (Kanada). Sie ist mit 74.100 Einwohnern die zweitgrößte Stadt im Ballungsraum von Calgary und hat im Zeitraum vom Zensus 2016 bis zum Zensus 2021 ihre Einwohnerzahl um 20,3 % gesteigert. Im Rahmen des Zensus 2016 wurde eine Einwohnerzahl von 61.581 ermittelt. Zwischen 2011 und 2016 stieg die Einwohnerzahl um 42,3 %. Beim Zensus 2011 wurde eine Bevölkerung von 42.564 Einwohnern ermittelt. Allerdings hat sich im selben Zeitraum auch die Fläche der Gemeinde mehr als verdoppelt. Die Gemeinde hat den Status einer Stadt (englisch City).
Airdrie wurde 1889 von der Calgary and Edmonton Railway Eisenbahngesellschaft gegründet.

## Söhne und Töchter der Stadt
- Darcy Campbell (* 1984), kanadischer Eishockeyspieler
- Zach Boychuk (* 1989), kanadischer Eishockeyspieler
- Aaron Dell (* 1989), kanadischer Eishockeytorwart